# Rodrigo Sperafico
Rodrigo Sperafico (ur. 23 lipca 1979 roku w Toledo) – brazylijski kierowca wyścigowy.

## Kariera
Sperafico rozpoczął karierę w wyścigach samochodowych w 1997 roku od startów w Brytyjskiej Formule Ford. Z dorobkiem 52 punktów uplasował się tam na dziewiątej pozycji w klasyfikacji generalnej. W późniejszych latach pojawiał się także w stawce Południowoamerykańskiej Formuły 3 (trzeci w 1999 roku), Włoskiej Formuły 3000, Formuły 3000, World Series by Nissan oraz Stock Car Brasil (od 2004 roku).
W Formuły 3000 startował w latach 2001-2002. Jedynie w drugim sezonie punktował. Jedno zwycięstwo i trzy miejsca na podium pozwoliły mu uzbierać 15 punktów. Został sklasyfikowany na szóstym miejscu w końcowej klasyfikacji kierowców.

## Statystyki
| Sezon | Seria                           | Zespół                        | Wyścigi | PP | Zwycięstwa | Punkty | Pozycja |
| ----- | ------------------------------- | ----------------------------- | ------- | -- | ---------- | ------ | ------- |
| 1997  | Brytyjska Formuła Ford          |                               |         |    |            | 52     | 9       |
| 1998  | Południowoamerykańska Formuła 3 |                               |         |    | 0          | 79     | 7       |
| 1999  | Południowoamerykańska Formuła 3 | Amir Nasr Racing              | 18      | 4  | 2          | 172    | 3       |
| 2000  | Włoska Formuła 3000             | Draco Junior Team             | 8       | 1  | 0          | 22     | 4       |
| 2001  | Formuła 3000                    | Coloni F3000                  | 9       | 0  | 0          | 0      | NS      |
| 2002  | Formuła 3000                    | Durango Formula               | 12      | 0  | 1          | 20     | 6       |
| 2002  | World Series by Nissan          | Repsol Meycom                 | 8       | 0  | 0          | 12     | 18      |
| 2004  | Stock Car Brasil                | Katalogo Racing               | 7       | 0  | 0          | 15     | 25      |
| 2004  | World Series by Nissan          | Vergani Racing                | 4       | 0  | 0          | 0      | NS      |
| 2005  | Stock Car Brasil                | WB Motorsport                 | 12      | 0  | 0          | 57     | 13      |
| 2006  | Stock Car Brasil                | Neosoro JF Racing             | 12      | 0  | 0          | 223    | 9       |
| 2007  | Stock Car Brasil Copa Nextel    | Biosintética Action Power     | 12      | 3  | 2          | 265    | 2       |
| 2008  | Stock Car Brasil Copa Nextel    | Terra Racing                  | 11      | 0  | 0          | 45     | 14      |
| 2009  | Stock Car Brasil                | RZ Racing                     | 3       | 0  | 0          | 8      | 26      |
| 2009  | Copa Vicar                      | Carlos Alves Competições      | 2       | 1  | 1          | 41     | 12      |
| 2010  | Stock Car Brasil                | RC3 Bassani Racing            | 2       | 0  | 0          | 24     | 24      |
| 2010  | Stock Car Brasil                | Mico's Racing                 | 6       | 0  | 0          | 24     | 24      |
| 2011  | Copa Caixa Stock Car            | JF Racing                     | 12      | 0  | 0          | 19     | 21      |
| 2011  | Itaipava GT3 Brasil             | TNT Energy Team Scuderia 111  | 7       | 0  | 0          | 44     | 16      |
| 2012  | Copa Caixa Stock Car            | Prati-Donaduzzi Racing        | 12      | 0  | 0          | 65     | 17      |
| 2013  | Stock Car Brasil                | Prati-Donaduzzi               | 12      | 0  | 0          | 53     | 23      |
| 2014  | Stock Car Brasil                | Prati-Donaduzzi               | 1       | 0  | 1          | 0      | NS†     |
| 2014  | Blancpain Sprint Series Cup     | BMW Sports Trophy Team Brasil | 2       | 0  | 0          | 2      | 26      |

† – Sperafico nie był zaliczany do klasyfikacji.